# Ormetica chrysomelas
Ormetica chrysomelas là một loài bướm đêm thuộc phân họ Arctiinae, họ Erebidae.